# York
York (pronunciationⓘ) là một thành phố ở North Yorkshire, Anh Quốc, nằm trên hợp lưu của các sông Ouse và Foss, Anh. Thành phố nổi tiếng về các di tích lịch sử phong phú như thành cổ, phố cổ và nhà thờ lớn York.
Thành phố được người La Mã thành lập với tên Eboracum vào năm 71 trước Công nguyên và họ đã chọn đây làm thủ phủ của Britannia Inferior. Trong thời kỳ La Mã, nhiều nhân vật có ảnh hưởng lịch sử như Constantine Đại đế có mối liên hệ với thành phố này. Toàn bộ đế quốc La Mã được Septimius Severus cai trị từ thành phố York khi ông đóng quân ở đây trong vòng hai năm.
Sau khi người Angles tiến vào thành phố, tên nó được đổi thành Eoforwic và được chọn làm kinh đô của vương quốc Northumbria. Những người Viking chiếm thành phố năm 866 và đổi tên thành Jórvík, kinh đô của một vương quốc rộng lớn hơn có cùng tên, với lãnh thổ ở phần lớn khu vực Bắc Anh. Sau khi người Norman xâm chiếm, tên dần dần chuyển thành "York", tên gọi được sử dụng lần đầu tiên vào thế kỷ 13.
Vua Richard II mong muốn chọn York làm kinh đô nước Anh nhưng trước khi ông thực hiện ý tưởng này thì đã bị phế truất. Sau Chiến tranh các hoa hồng, York là nơi đóng trụ sở của Hội đồng phương Bắc. Chỉ sau khi nền quân chủ được khôi phục thì tầm quan trọng của thành phố bắt đầu suy giảm. Tỉnh York là một trong hai tỉnh Giáo hội tại Anh cùng với Canterbury.
Từ năm 1996, thuật ngữ Thành phố York mô tả một Chính quyền đơn nhất của Anh bao gồm cả khu vực nông thôn bên ngoài ranh giới thành phố cũ. Khu vực đô thị có dân số 137.505 người còn toàn bộ khu vực thẩm quyền thống nhất có dân số 193.300 người.